# Ricardo Morris (cầu thủ bóng đá, sinh 1992)
Ricardo Wayne Morris (sinh ngày 11 tháng 2 năm 1992) là một cầu thủ bóng đá người Jamaica thi đấu cho Portmore United, ở vị trí tiền vệ.

## Sự nghiệp
Morris từng thi đấu bóng đá cho Portmore United, Tampa Bay Rowdies và Montego Bay United
Vào tháng 3 năm 2010, Morris trải qua ca phẫu thuật tim.
Anh ra mắt quốc tế cho Jamaica năm 2014.